# Schweipolt Fiol
Schweipolt Fiol, en allemand Sebald Veyl ou Sebald Feyl, en latin Sveboldus Fiol, né à Neustadt an der Aisch, en Franconie, vers 1460 et mort en 1525 ou 1526 à Cracovie, est un imprimeur et éditeur allemand ayant œuvré à Cracovie. Il est l'auteur des premières impressions en caractères cyrilliques.

## Biographie
Originaire de Neustadt an der Aisch, Fiol se rend à Cracovie où il acquiert la citoyenneté en 1479, puis devient maître de l'atelier d'orfèvrerie.
En 1483, il fonde un atelier d'imprimerie avec le soutien financier du marchand et banquier Johann Thurzo (de), qui devient la première imprimerie en alphabet cyrillique. En 1491, il reproduit quatre livres liturgiques orthodoxes, destinés principalement aux Orthodoxes du Grand-Duché de Pologne et de Lituanie : Horologijų (Horologium, Časoslov), Oktoechą (Octoechos, Oktoich), Šviesųjį triodijų (Triodium floridum, Triod′ cvetnaja) et Gavėnios triodijų (Triodium quadragesimale, Triod′ postnaja), les premiers dans cet alphabet.
En 1489, Fiol obtient un privilège du roi pour inventer un dispositif permettant d'évacuer l'eau des puits.
En 1491, ses dettes s'élevant à 1000 florins hongrois, il est condamné à la prison. En mars 1492, il est accusé d'hérésie et condamné. Les autorités ecclésiastiques lui interdisent désormais de poursuivre ses impressions d'ouvrages rédigés en slavon liturgique. Bien que les charges soient levées l'année suivante, il ne reprend pas l'affaire de l'imprimerie et 
s'engage notamment dans des activités minières en Silésie et à Cracovie.
Il reste à Cracovie probablement jusqu'en 1499. Vers 1503, il réside un temps à Reichenstein en Basse-Silésie, puis à Levoča, située dans l'actuelle Hongrie. Il revient à Cracovie grâce à l'appui de Johann Thurzo où il meurt avant mars 1526.

## Œuvres

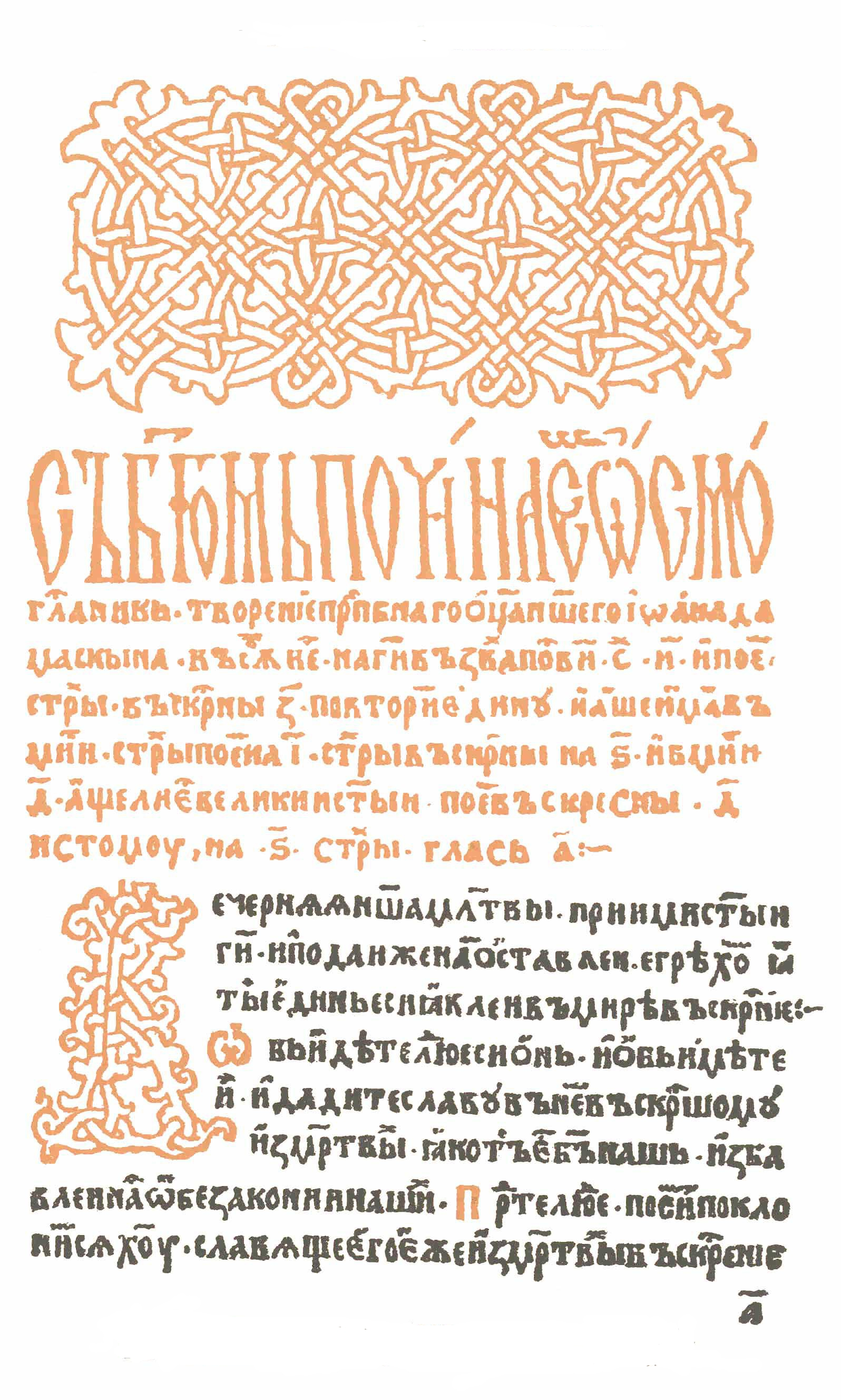
Octoéchos, 1491

On connaît de Schweipolt Fiol cinq incunables :
- Oktoich (Octoéchos), 1491[3],[4]

L'exemplaire le mieux conservé parmi les sept qui ont survécu, autrefois en possession du réformateur de Wrocław Johann Heß (pl) (1490-1547), se trouve à la bibliothèque d'État de Russie à Moscou
- Livre D'Heures (Часослов), 1491[5]
- Triodion aux Fleurs, vers 1491[6]
- Psautier (pas d'exemplaire conservé)
- Triodion de Pâques, 1492/1493